# جامعة سولنت
جامعة سولنت (جامعة ساوثهامبتون سولنت سابقاً) هي جامعة عامة مقرها في ساوثهامبتون، المملكة المتحدة. لديها ما يقرب من 11000 طالب. يقع حرمها الرئيسي في شرفة الحديقة  الشرقية بالقرب من وسط المدينة والمركز البحري في ساوثهامبتون.يتم تمثيل طلاب جامعة سولنت من خلال اتحاد طلاب سولنت، الذي يقع في حرم مجمع إيست بارك.

## التاريخ
ترجع أصول الجامعة إلى مدرسة خاصة للفنون تأسست في عام 1856 ، والتي أصبحت في نهاية المطاف كلية ساوثامبتون للفنون. أدى الاندماج مع كلية ساوثامبتون للتكنولوجيا، وبعد ذلك كلية الدراسات البحرية في ورش، إلى تأسيس معهد ساوثامبتون للتعليم العالي في عام 1984.
أصبح معهد ساوثامبتون جامعة في 12 يوليو 2005 ، حيث اعتمد اسم جامعة ساوثامبتون سولنت في 15 أغسطس 2005. . وفي عام 2017 تم تغيير اسم جامعة ساوثامبتون سولنت إلى جامعة سولنت ، اعتبارا من عام 2018.

## الحرم الجامعي
جامعة سولنت لديها حرمين جامعيين، حرم المدينة وأكاديمية وارساش البحرية. يقع حرم المدينة في وسط ساوثهامبتون، على الجانب الشرقي من الحديقة . يشمل هذا الحرم الجامعي على نطاق واسع مبنى Sir James Matthews ، الذي يقع على الجانب البعيد من الحديقة. أما أكادمية Warsash البحرية فتقع على الضفة الشرقية من نهر هامبلي باإطلالة على مياه ساوثامبتون.

## تعريف الأكاديمية
صنفت دورات جامعة سولنت الجامعة البحرية من بين الأفضل في العالم.
الجامعة لديها أيضا دورات في وسائل الإعلام والتسويق والرياضة والأعمال. وهو تعمل مع الهيئات المهنية والتجارية المحلية (على سبيل المثال جمعية الحاسبات البريطانية، Creative Skillset و PTC). [بحاجة لمصدر]
ولدى الجامعة فريق طلابي لليخوت ما يتألف من الرياضيين وبعض أبطال العالم السابقين.